# JPN (음반)
《JPN》은 퍼퓸의 네 번째 정규 음반이다. 2011년 11월 30일, 도쿠마 재팬 커뮤니케이션즈를 통해 발매되었다. 이전 음반인 《트라이앵글》 이후 2년 4개월 만에 발매됐으며 2주 간의 판매량으로 2011년 오리콘 연간 차트에서 24위를 차지했다.
2012년 2월 28일 유니버설 뮤직으로 이적하기 전, 토쿠마 재팬 커뮤니케이션에서 발매된 마지막 음반으로, 2012년 3월 6일 50개 국가에서 아이튠즈를 통해 발매됐으며, 대한민국을 비롯한 아시아 6개국에서 라이센스 CD로 발매됐다.

## 개요
전작 " ⊿ "에서 2년 4개월 만에 발매된 Perfume의 4th 앨범. 초회 한정판 ( CD + DVD )과 통상판 (CD)의 2형태로 첫회 한정판은 슬리브 케이스 사양.
14곡 중 싱글 곡이 9곡 "Perfume ~ Complete Best ~"를 제외한 앨범 작품으로 싱글 곡의 비율이 가장 많다. 싱글 곡이 많은 한편, 각각의 개성이 강하기 때문에 신곡은 모두 제이팝에 가까우며, 과거 작품 " GAME "의"GAME ""⊿ "의"edge "와 같은 테크노색 강한 신곡은 수록되지 않았다. 싱글 곡 중 "레이저 빔" "GLITTER"는 앨범 버전으로 어레인지되었고 노래 제목에는 없지만 "부자연스러운 걸"은 싱글 버전과 어레인지가 다르다.
과거 작품에서는 음악의 완성 곡 순서 결정 후 앨범 제목을 고안하고 있었지만, 이번 작품에서는 음악의 완성 전에 "제목을 결정하는 식사 모임 '이 열렸다.
애초에는 "일본 "을 테마로 " 한자 한 글자 로 근사한 문자를 생각하고 있어 Perfume의 " 향기 " 로 정해져 가고 있던 참 나카타 야스타카가 " JPN "를 제안해 , 그 자리에서 결정되었다고 한다.
초회한정판의 DVD에는 , 첫 DVD 수록 이되는 싱글 4 곡 의 비디오 클립 과 TV - SPOT을 수록 . 이 중 , "레이저 빔" 의 비디오 클립 은, 동일본 대지진 발생해 촬영 이 중지 가 되었기 때문에 13 th 싱글 "레이저 빔 / 희미한 카오리 " 의 첫회 한정판 DVD에서는 쇼트 버전 이되고 있었지만 , 8 월 중순에 다시 찍어 이번 풀 버전 이 첫 수록 이 되었다. 또 , MUSIC ON ! TV에서 1회만 방송 된 " 희미한 카오리" 의 스폐셜 버전도 수록 되고 있다. 여성 그룹이 3연속 앨범 선두는2000년 SPEED 가 " Carry On my Way " ( 99년 12월 발매 )로 기록 한 이래 11년 11개월 만, 지금 앨범으로 Perfume은 05년 9월 의 메이저 데뷔 이래, 최고의 첫 주 매상을 기록해 , " ⊿ " 의 첫 주 21.1만 매를 1.6만 매 갱신했다

## 수록 곡

### CD
전체 작사·작곡: 나카타 야스타카
| #             | 제목                                                                | 재생 시간 |
| ------------- | ------------------------------------------------------------------- | --------- |
| 1.            | 〈The Opening〉                                                     | 1:12      |
| 2.            | 〈레이저 빔 (Album-mix)〉 (レーザービーム 레자비무[*])              | 3:10      |
| 3.            | 〈Glitter (Album-mix)〉                                             | 5:41      |
| 4.            | 〈자연스럽게 사랑해 줘〉 (ナチュラルに恋して 나츄라루니코이시테[*]) | 3:06      |
| 5.            | 〈My Color〉                                                        | 5:04      |
| 6.            | 〈시계 바늘〉 (時の針 토키노하리[*])                                | 2:30      |
| 7.            | 〈있지〉 (ねぇ 네에[*])                                             | 4:27      |
| 8.            | 〈희미한 향기〉 (微かなカオリ 카스카나카오리[*])                    | 4:49      |
| 9.            | 〈575〉                                                             | 4:24      |
| 10.           | 〈Voice〉                                                           | 4:12      |
| 11.           | 〈마음의 스포츠〉 (心のスポーツ 코코로노스포츠[*])                  | 4:08      |
| 12.           | 〈Have a Stroll〉                                                   | 4:37      |
| 13.           | 〈부자연스러운 걸〉 (不自然なガール 후시젠나가루[*])                | 3:58      |
| 14.           | 〈스파이스〉 (スパイス)                                             | 3:52      |
| 총 재생 시간: | 총 재생 시간:                                                       | 55:10     |

### DVD
| #   | 제목                                               | 재생 시간 |
| --- | -------------------------------------------------- | --------- |
| 1.  | 〈스파이스〉 (뮤직 비디오)                         |           |
| 2.  | 〈자연스럽게 사랑해 줘〉 (뮤직 비디오)             |           |
| 3.  | 〈레이저 빔〉 (뮤직 비디오 풀 버전)                |           |
| 4.  | 〈희미한 향기〉 (뮤직 비디오 TV 버전)              |           |
| 5.  | 〈희미한 향기〉 (뮤직 비디오)                      |           |
| 6.  | 〈부자연스러운 걸/자연스럽게 사랑해 줘〉 (TV 스팟) |           |
| 7.  | 〈Voice〉 (TV 스팟)                                |           |
| 8.  | 〈있지〉 (TV 스팟)                                 |           |
| 9.  | 〈레이저 빔/희미한 향기〉 (TV 스팟)                |           |
| 10. | 〈스파이스〉 (TV 스팟)                             |           |

## 차트 순위
| 차트                        | 최고 순위 | 판매량  |
| --------------------------- | --------- | ------- |
| 오리콘 주간 음반            | 1         | 226,858 |
| 빌보드 재팬 주간 음반       | 1         |         |
| 오리콘 연간 음반 (2011년)   | 24        | 268,414 |
| 가온 앨범 차트 종합         | 82        |         |
| 가온 앨범 차트 한국 외 음반 | 16        |         |

| 기관        | 인증     | 출하수   |
| ----------- | -------- | -------- |
| 일본 (RIAJ) | 플래티넘 | 250,000+ |

## 평가
- 스핀이 선정한 2011년 팝 음반 베스트 20 - 14위[10]
- 이즘이 선정한 2011년 J-pop 음반 10장[11]